# Kerenskijoffensiven

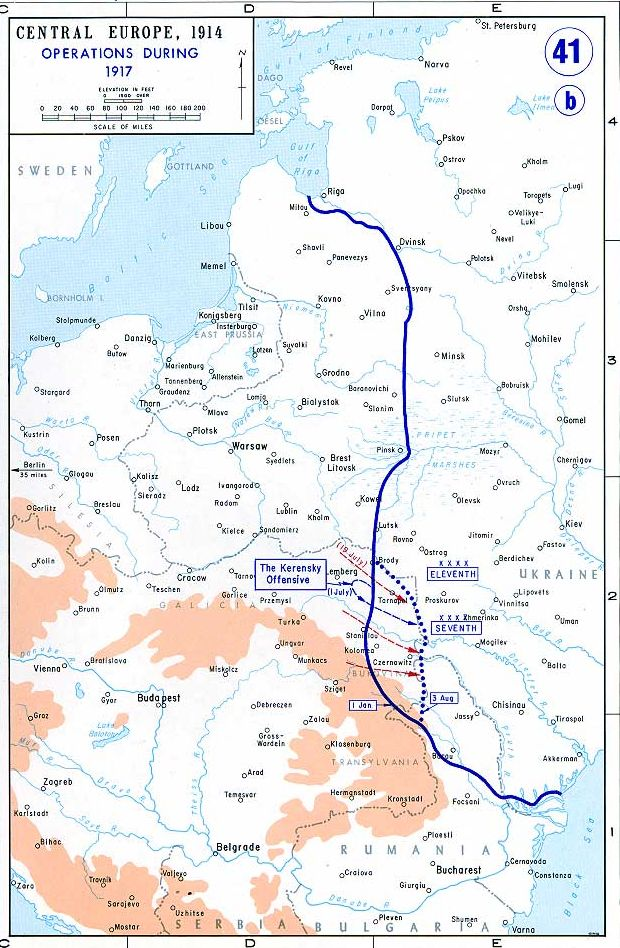
Östfronten 1917.

Kerenskijoffensiven (ryska: Наступление Керенского) var den sista ryska offensiven under första världskriget och ägde rum i Galizien mellan den 1 juli och den 19 juli 1917 på östfronten från Rigabukten söderut till Donaudeltat vid Svarta Havet. Ryssland hade stöd av Rumänien och i väster stod tyska och österrikiska arméer.

## Bakgrund
Efter februarirevolutionen 1917 då tsar Nikolaus II av Ryssland abdikerade, bildades en övergångsregering under furst Georgij Lvov. Regeringen stod fast vid att fortsätta kriget mot centralmakterna och utnämnde Aleksandr Kerenskij till krigsminister.
Bolsjevikernas ledare, Lenin, Bucharin och Trotskij tvingades att fly till Schweiz i april. De ville ha fred för att genomföra revolutionen. Lenin fick hjälp av den tyska regeringen, som ordnade en hemlig tågtransport till det neutrala Sverige. Den 13 april passerade Lenin Stockholm och tog nattåget till Haparanda. Därifrån fortsatte ett tåg över Torne älv in i Storfurstendömet Finland, som tillhörde Ryssland.

## Kerenskij inspekterar östfronten
För att sätta sig in i läget reste Kerenskij till fronten och träffade befälhavaren general Aleksej Brusilov. Tillsammans reste de med militärfordon utmed östfronten. Kerenskij höll tal till soldaterna "att det gällde att strida för friheten" och försäkrade de allierade:
| ”                                | Det finns ingen rysk front. Det finns bara en gemensam allierad front. | „ |
| – Aleksander Kerenskij, maj 1917 |                                                                        |   |

Brusilov och Kerenskij var överens om att soldaterna inte var motiverade för strid så länge som det politiska kaoset pågick; Kerenskij var ändå positiv.

## Offensiven
Den 18 juni 1917 deklarerade Kerenskij i Petrograd att en ny offensiv mot Österrike-Ungern skulle genomföras. Bolsjevikerna, som ville ha fred och fortsätta revolutionen protesterade.
General Brusilov var framgångsrik mot den österrikiska armén i Galizien och det underlättade för de allierade på västfronten. USA, som hade gått med i kriget, fick tid att träna upp sin orutinerade armé. Den tyska armén förstärktes i öster med divisioner från västfronten. När de ryska soldaterna mötte motstånd började många att desertera. I Petrograd minskade förtroendet för övergångsregeringen, vilket utnyttjades av bolsjevikerna.

## Efterspel
I september 1917 inledde Tyskland Operation Albion i Östersjön. Efter ett sjöslag vid Moon i Estland landsteg den tyska armén på Ösel och ryska flottan tvingades att dra sig tillbaka.
Efter stormningen av Vinterpalatset natten till den 8 november flydde Kerenskij från Petrograd förklädd till sjuksköterska. Efter att ha vistats i Storbritannien bosatte han sig i Paris.
Efter oktoberrevolutionen byggde bolsjevikerna metodiskt upp en armé, den Röda armén under ledning av Lev Trotskij. Som en reaktion uppstod det Vita gardet, en reaktionär militär organisation. Det blev kärnan till den Vita armén, som byggdes upp av amiral Aleksandr Koltjak, befälhavare över Svartahavsflottan. Följden blev inbördeskrig både i Ryssland och Finland mellan De röda och De Vita.